# Observatoire interaméricain du Cerro Tololo
L'Observatoire interaméricain du Cerro Tololo (en anglais Cerro Tololo Inter-American Observatory, CTIO) est un observatoire astronomique américain situé dans la vallée de l'Elqui, sur le Cerro Tololo, au Chili. L'observatoire fait partie de l'organisation NOIRLab, avec notamment le Kitt Peak National Observatory (KPNO) à Tucson, en Arizona. L'observatoire possède plusieurs télescopes de petite taille, ainsi qu'un télescope de 4 mètres de diamètre : le télescope Víctor M. Blanco.
L'observatoire CTIO a comme voisins sur le sommet du Cerro Pachón, le télescope Gemini Sud, ainsi que celui du projet Southern Astronomical Research (SOAR), installé en avril 2004. Un peu plus au nord se trouvent l'observatoire de La Silla et l'observatoire de Las Campanas.

### Liens externes

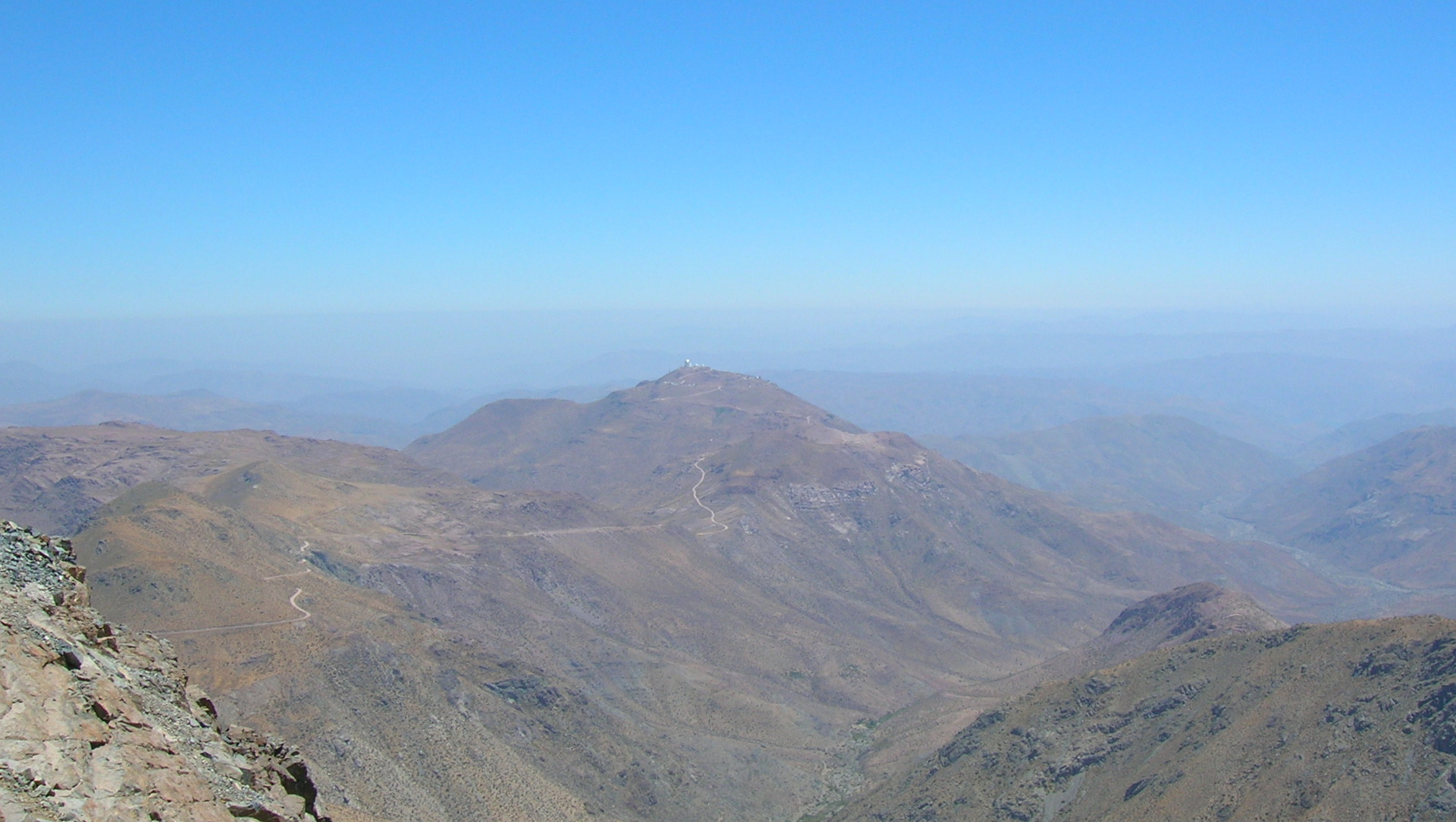
Le Cerro Tololo vu depuis le Cerro Pachon - vue depuis l'observatoire Gemini Sud, 2715m.

## Honneurs
- (2326) Tololo, astéroïde.